# Grajera
Grajera település Spanyolországban, Segovia tartományban. Grajera Aldeonte, Encinas, Fresno de la Fuente, Pajarejos, Sequera de Fresno, Riaza és Boceguillas községekkel határos. Lakosainak száma 256 fő (2024).

## Népesség
A település népessége az elmúlt években az alábbi módon változott:
| Lakosok száma | 96   | 103  | 143  | 182  | 256  | 258  | 211  | 238  | 250  | 256  |
|               | 2001 | 2004 | 2007 | 2009 | 2012 | 2014 | 2017 | 2019 | 2022 | 2024 |